# کلودیا سوتو
کلودیا سوتو (انگلیسی: Claudia Soto؛ زادهٔ ۶ ژوئیهٔ ۱۹۹۳) بازیکن فوتبال اهل شیلی است.
وی همچنین در تیم‌های ملی فوتبال Chile women's national under-17 football team و زنان شیلی بازی کرده‌است.